# Ридъл (град, Орегон)
Ридъл (на английски: Riddle) е град в окръг Дъглас, щата Орегон, САЩ. Ридъл е с население от 1014 жители (2000) и обща площ от 1,7 km². Намира се на 213,4 m надморска височина. ЗИП кодът му е 97469, а телефонният му код е 541.